# Rien ne va plus (film 1997)
Rien ne va plus - Il gioco è fatto è un film del 1997 scritto e diretto da Claude Chabrol.

## Trama
L'oramai anziano Victor e la sensuale Betty sono due divertenti e scanzonati truffatori di professionisti in convegno. Quando il caso li porta ad affrontare la vera malavita che usa metodi violenti che sfociano in un omicidio, rivedono allora in altra chiave la loro esistenza.

## Riconoscimenti
- 1998 - Premio Lumière
  - miglior attore (Michel Serrault)
- Festival internazionale del cinema di San Sebastián
  - Concha de Oro